# Latabryna arnaudi
Latabryna arnaudi – gatunek chrząszcza z rodziny kózkowatych i podrodziny zgrzypikowych. Jedyny przedstawiciel rodzaju Latabryna.

## Zasięg występowania
Gatunek ten występuje na Filipińskiej wyspie Luzon.